# Michel de Boer
Michel de Boer (Den Haag, 4 mei 1970) is een Nederlands tafeltennisser. Hij speelt sinds het seizoen 2007/08 (weer) in de eredivisie voor FVT en werd zo samen met Danny Heister en Barry Wijers landskampioen in zowel 2008 als 2009. Hij won de nationale titel eerder met FVT in 1996, 1997, 1998, 2001, 2002, 2003 en 2004 en maakte daarmee als enige alle kampioenschappen van de club tot en met 2009 mee. De Boer won met FVT tevens de nationale beker in 1996, 1997, 1998, 1999, 2002, 2008 en 2009. In 2010 werd hij op 39-jarige leeftijd voor het eerst in zijn carrière individueel Nederlands kampioen. In 2021 werd De Boer op 51-jarige leeftijd voor de tweede keer Nederlands kampioen.
Michel is de vader van tafeltennisser Milo de Boer.  Milo de Boer volgde in 2024 zijn vader op als individueel Nederlands kampioen.

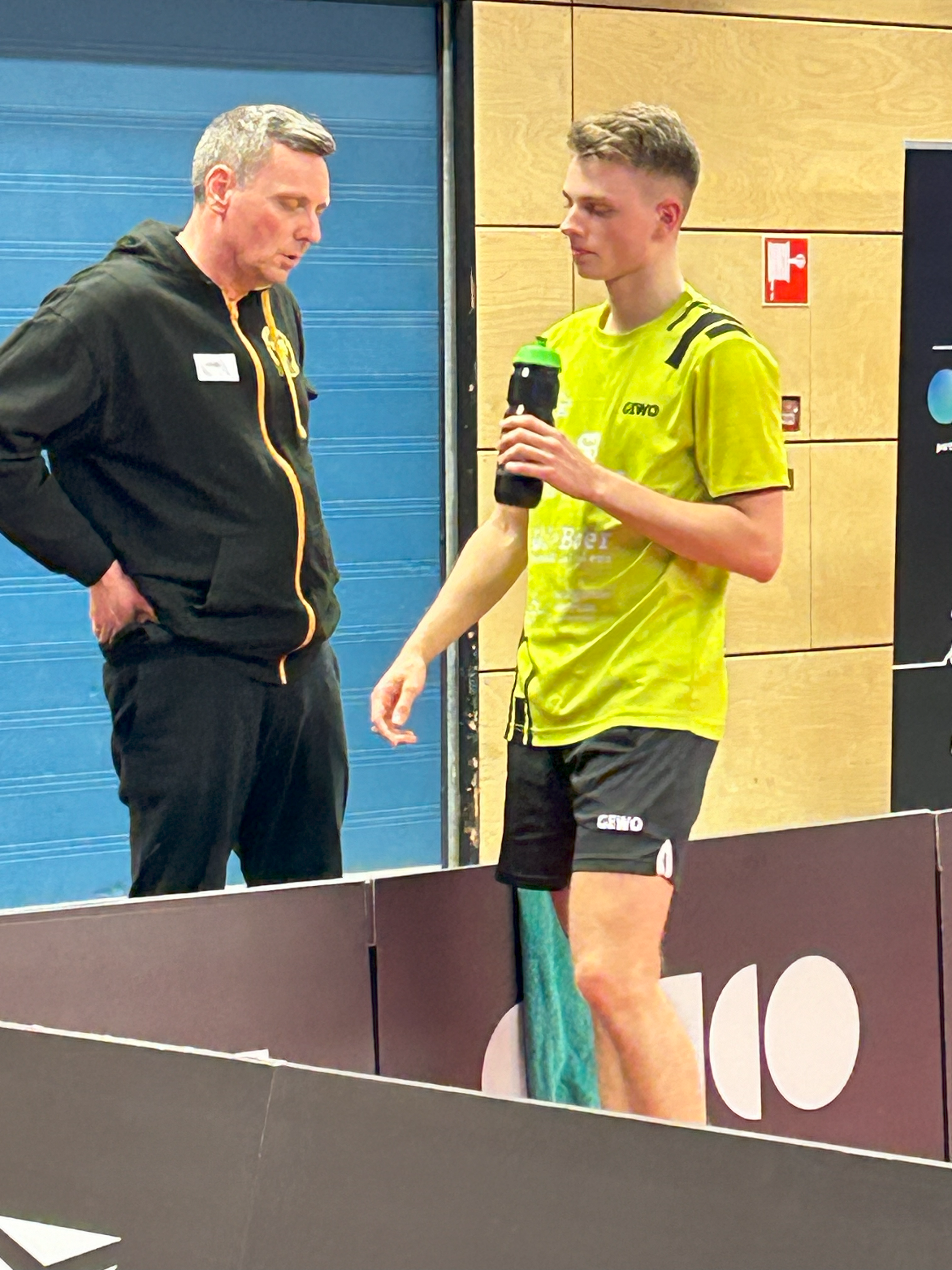
Michel de Boer (links) met Milo

## Carrière
De Boer speelde het grootste gedeelte van zijn sportloopbaan voor FVT, nadat hij daarvoor regelmatig van club wisselde (hij speelde eerder voor onder meer TTV Avanti). In het seizoen 2006/07 maakte hij een zeldzaam uitstapje met een eenjarig dienstverband bij het Belgische Kobelco Hoboken, waarna hij terugkeerde naar FVT. De geboren Hagenaar speelde zijn laatste wedstrijd voor de Rotterdammers op 9 mei 2009. Die dag werd De Boer voor de negende keer landskampioen met FVT, door in de play offs voor de tweede keer met 4-1 van Openline Westa te winnen. Zijn afscheid van de club viel samen met de officiële beëindiging van de actieve carrière van zijn teamgenoot Danny Heister. Vanaf het seizoen 2009/10 speelt hij voor fusieclub (per 1 juli 2009) TTV Scyedam.
De Boer won in december 2008 en in december 2009 op 38-jarige leeftijd voor het eerst een grote enkelspeltitel, toen hij de Enjoy & Deploy Masters op zijn naam schreef. De Boer speelde dertig keer voor het Nederlandse nationale team. Hij geeft ook meerdere trainingen voor de afdeling West.

## NK's
De Boer stond bij het Nederlands Kampioenschap Tafeltennis 2009 als eerste geplaatst, nadat hij meer dan tien jaar genoegen moest nemen met een positie achter Trinko Keen (laatste NK in 2007) en Danny Heister (laatste NK in 2008). Toch werd hij in de kwartfinale uitgeschakeld (1-4) door de als achtste geplaatste Gregor Foerster. In maart 2010 werd hij alsnog voor het eerst in zijn leven Nederlands kampioen in het enkelspel voor mannen. Dit deed hij door in de finale met 4-0 van de als eerste geplaatste regerend kampioen Qi Xiao Feng te winnen, die een jaar daarvoor als eerste de titel opeiste sinds Keen en Heister stopten met NK's spelen. De Boer had in 2010 meer moeite met de finale bereiken dan met die te winnen. In de halve finale moest hij tegen Barry Wijers (4-3) negen matchpoints wegwerken voordat hij er zelf een kreeg, die hij wel meteen verzilverde.